# 大老
大老是日本江户时代在德川幕府中的官职名。该职位作为辅助将军管理政务，地位在老中之上，因此是非常設型的最高职位。一般该职位只有一人担任，平时免于评定所的办公等日常事务，仅在将军作出重要决策时参与行政。
1638年，德川家光将土井利胜和酒井忠胜首次提拔为大老。此后，在德川家纲的时代，酒井忠清和井伊直澄担任大老，第五代将军德川纲吉任命的大老堀田正俊成为当时的最高职位，大老的制度也开始固定。能够担任大老职务的人只限于井伊、酒井、土井、堀田四大家族。另外，柳泽保明（後改名柳泽吉保）也曾被任命为大老格。
历史上有两位大老在任职期间被杀。堀田正俊在江户城内被身為若年寄的稻叶正休杀害。德川幕府晚期，大老井伊直弼在江戸城发生的櫻田門外之變中，被水户藩和萨摩藩的武士刺杀。

## 历任大老列表
| 姓名              | 官职   | 之前官职        | 在职期间（日期为日本旧历）                            | 之后去向 | 所辖地域 |
| ----------------- | ------ | --------------- | ----------------------------------------------------- | -------- | -------- |
| 土井利勝          | 大炊頭 | 老中            | 寬永15年（1638年）11月7日 - 正保元年（1644年）7月10日 | 直至去世 | 下總古河 |
| 酒井忠勝          | 讚岐守 | 老中            | 寬永15年（1638年）11月7日 - 明曆2年（1656年）5月26日  | 退隐     | 若狭小濱 |
| 酒井忠清          | 雅乐頭 | 老中            | 寬文6年（1666年）3月29日 - 延宝8年（1680年）12月9日   | 退隐     | 上野前橋 |
| 井伊直澄          | 掃部頭 | 溜間詰          | 寬文8年（1668年）11月19日 - 延宝4年（1676年）1月3日   | 辞官     | 近江彦根 |
| 堀田正俊          | 筑前守 | 老中            | 天和元年（1681年）12月11日 - 貞享元（1684年）8月28日  | 被暗杀   | 下总古河 |
| 井伊直该          | 掃部頭 | 溜間詰          | 元禄10年（1697年）6月13日 - 元禄13年（1700年）3月2日  | 退隐     | 近江彦根 |
| 井伊直该 （再任） | 掃部頭 | 退隐            | 正德元年（1711年）2月13日 - 正德4年（1714年）2月23日  | 退隐     | 近江彦根 |
| 井伊直幸          | 掃部頭 | 溜間詰          | 天明4年（1784年）11月28日 - 天明7年（1787年）9月1日   | 辞官     | 近江彦根 |
| 井伊直亮          | 掃部頭 | 溜間詰          | 天保6年（1835年）12月23日 - 天保12年（1841年）5月13日 | 辞官     | 近江彦根 |
| 井伊直弼          | 掃部頭 | 溜間詰          | 安政5年（1858年）4月23日 - 万延元年（1860年）3月30日  | 被暗杀   | 近江彦根 |
| 酒井忠績          | 雅乐頭 | 溜間詰、 元老中 | 元治2年（1865年）2月1日 - 慶應元年（1865年）11月15日  | 退隐     | 播磨姬路 |